# Prodromus der Flora von Böhmen
Prodromus der Flora von Böhmen (abreviado Prodr. Fl. Böhmen) es un libro con ilustraciones y descripciones botánicas que fue escrito por el botánico y pteridólogo checo Ladislav Josef Čelakovský y publicado en Praga en 4 volúmenes en los años 1867-1881.

## Publicación
- Volumen nº 1, 1867;
- Volumen nº 2, 1871;
- Volumen nº 3, 1875;
- Volumen nº 4, Mar-May 1881